# Mathematikum
Mathematikum je vědecké muzeum v německém městě Gießen v Hesensku. Bylo otevřeno 19. listopadu 2002 jako první muzeum na světě specializované na matematiku. Iniciátorem založení muzea byl profesor Albrecht Beutelspacher, který tím navázal na své semináře praktické matematiky na Univerzitě Justa Liebiga.
Muzeum sídlí v budově bývalé hlavní celnice na Liebigstrasse. Je otevřeno denně a přivítá přibližně 150 000 návštěvníků za rok. Nachází se zde okolo 170 interaktivních expozic přibližujících zábavnou formou matematické problémy, patří k nim Leonardův most, gigantická mýdlová bublina nebo modely geometrických těles. Část sbírek je také k dispozici jako putovní výstava. V roce 2009 bylo ve třetím patře budovy založeno Mini-Mathematikum, určené dětem do osmi let.
V budově se konají také odborné přednášky a pravidelné besedy s vědci nazvané Beutelspachers Sofa, byl zde překonán světový rekord v čtení čísla pí, které trvalo třicet hodin. Muzeum pořádá i výstavy výtvarných děl s matematickými náměty, kde byli zastoupeni Christo a Jeanne-Claude, Victor Vasarely, Robert Gernhardt, James Rizzi a Jo Niemeyer. 
V roce 2004 získalo Mathematikum cenu německé pobočky Mensa International a v roce 2008 kulturní cenu spolkové země Hesensko. 